# Fiskivinnuráðið
Fiskivinnuráðið er et råd under Færøernes Fiskeriministerium. Rådet vælges for fire år ad gangen i henhold til § 2 i lagtingslov nr. 61 fra 10. maj 2000. Forskellige organisationer udpeger et medlem og et vicemedlem der skal repræsentere dem, og fiskeriministeren vælger et medlem og et vicemedlem der bliver formand og viceformand. Formålet med rådet er at vejlede fiskeriministeren. Alle lovforslag der angår fiskerierhvervet skal forelægges Fiskerirådet til høring.

## Rådsmedlemmer
Fiskerirådet fra 2013 til 2017:
- Joanna Djurhuus, Hoyvík, formand[3]
- Jóhannus Martin Olsen, Toftir, for Føroya Ráfiskaseljarafelag
- Niels Winther, Tórshavn, for Føroya Ráfiskakeyparafelag
- Herálvur Joensen, Tórshavn, for Føroya Reiðarafelag
- Eyðstein Djurhuus, Hoyvík, for Skipara- og Navigatørfelagið og Maskinmeistarafelagið
- Jan Højgaard, Toftir, for Føroya Fiskimannafelag
- Absalon í Buð, Hvannasund, for Meginfelag Útróðrarmanna
- Absalon Hansen, Klaksvík, for fagforbund for arbejdere på fiskefabrikker

### Vicemedlemmer
- Birita Samuelsen, Tórshavn, viceformand
- Tummas Henriksen, Sørvágur, for Føroya Ráfiskaseljarafelag
- Durita í Grótinum, Tórshavn, for Føroya Ráfiskakeyparafelag
- Jógvan Jespersen, Tórshavn, for Føroya Reiðarafelag
- Páll Hansen, for Skipara- og Navigatørfelagið og Maskinmeistarafelagið
- Andrias Berglíð, Sørvágur, for Føroya Fiskimannafelag
- Intet vicemedlem udpeget for Meginfelag Útróðrarmanna
- Theodor A. Olsen, for fagforbund for arbejdere på fiskefabrikker